# Відносини Німеччини та Нової Зеландії
Важливість відносин між Німеччиною та Новою Зеландією зосереджена на історії німецької міграції до Нової Зеландії. Близько 200 000 новозеландців мають німецьке походження і багато німецьких туристів відвідують Нову Зеландію щороку. Обидві країни є членами Австралійської групи, Організації економічного співробітництва та розвитку та ООН.
Перші німецькі мігранти прибули до Нової Зеландії приблизно в 1842 році. Між 1843 і 1914 роками прибуло близько 10 000, переважно з північної Німеччини. Під час Першої світової війни Нова Зеландія оголосила війну Німеччині в серпні 1914 року після оголошення війни Великою Британією. Незабаром після оголошення війни Нова Зеландія послала експедиційний корпус і окупувала острови Німецького Самоа. Новозеландські солдати також воювали проти німецьких військ на Західному фронті. У Новій Зеландії уряд інтернував багатьох німців як іноземців-ворогів на островах Сомес і Мотуйхе.
Під час Другої світової війни Нова Зеландія була однією з перших країн, які оголосили війну Німеччині 3 вересня 1939 року, на третій день німецького вторгнення в Польщу. Новозеландські солдати (як частина Британської імперії) воювали проти німецьких військ під час битви за Грецію, битви за Крит, кампанії в Західній пустелі, кампанії в Тунісі та кампанії в Італії. Новозеландський батальйон маорі також брав участь у війні слідом за піонерським батальйоном маорі, який служив під час Першої світової війни.
У 1953 році Західна Німеччина і Нова Зеландія встановили дипломатичні відносини. Після возз'єднання Німеччини в 1990 році Нова Зеландія продовжувала підтримувати дипломатичні відносини з Німеччиною. Оскільки Німеччина і Нова Зеландія встановили дипломатичні відносини, обидві країни розвинули партнерство, позначене тісною взаємною довірою. Це партнерство базується на спільних інтересах та цінностях і часто робить дві країни партнерами-однодумцями у міжнародних справах, торгівлі, дослідженнях та культурному обміні. Обидві країни розвивали хороші відносини з численними візитами високого рівня, такими як канцлер Німеччини Ангели Меркель до Нової Зеландії у 2014 році та візит прем'єр-міністра Нової Зеландії Джасінди Ардерн до Німеччини у квітні 2018 року.

## Візити високого рівня
Візити високого рівня з Німеччини до Нової Зеландії
- Президент Йоханнес Рау (2001)
- Канцлер Ангела Меркель (2014)
- Президент Франк-Вальтер Штайнмаєр (2017)

Візити високого рівня з Нової Зеландії до Німеччини
- Прем'єр-міністр Хелен Кларк (2005)
- Прем'єр-міністр Джон Кі (2015)
- Прем'єр-міністр Білл Інгліш (2017)
- Прем'єр-міністр Джасінда Ардерн (2018)

## Торгівля
У 2019 році товарообіг між Німеччиною та Новою Зеландією склав 4 мільярди доларів США. Основний експорт Німеччини до Нової Зеландії включає: механічні машини та обладнання; фармацевтичної продукції та електричних машин. Основний експорт Нової Зеландії до Німеччини включає: м'ясо; оптичне та медичне обладнання; фрукти; казеїн; риба і вовна.

## Постійні дипломатичні представництва

### Посольство Німеччини, Веллінгтон

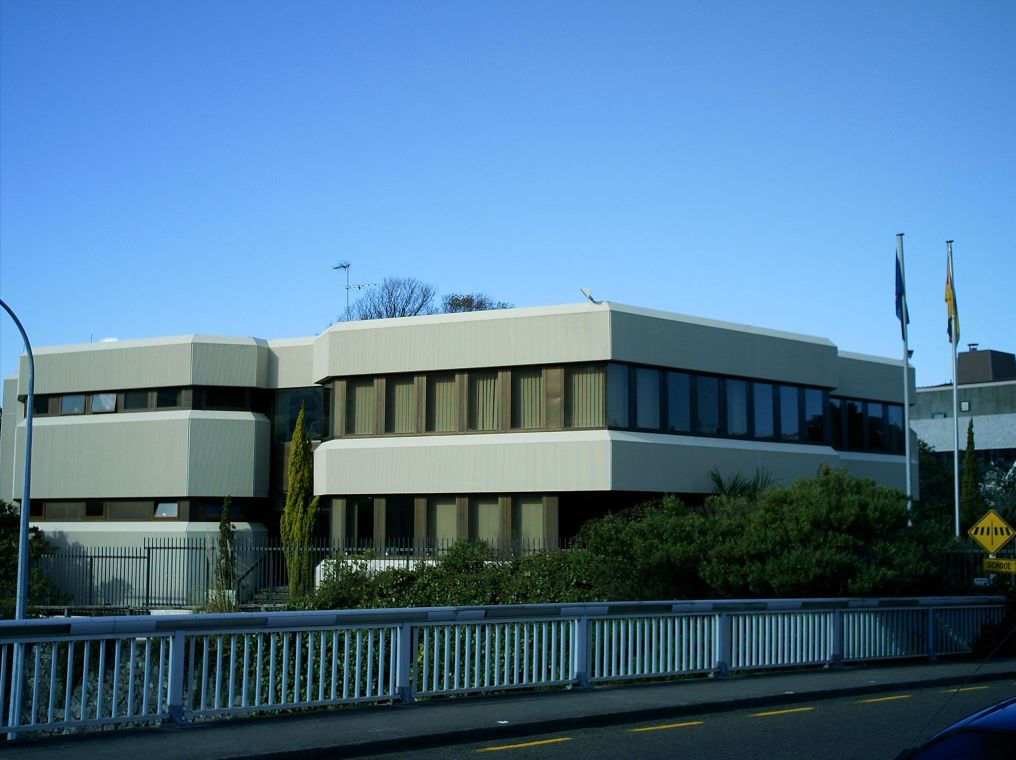
Посольство Німеччини у Веллінгтоні

Посольство Німеччини у Веллінгтоні (нім. Deutsche Botschaft Wellington) є дипломатичною місією Німеччини в Новій Зеландії. Він розташований за адресою 90–92 Hobson Street, Thorndon, Веллінгтон, Нова Зеландія. Посольство пропонує консульські послуги новозеландцям у Німеччині, Швейцарії, Ліхтенштейні та Чехії, а також є контактним пунктом для громадян цих країн у справах посольства. З 2019 року послом Німеччини в Новій Зеландії є Стефан Кравеліцький.

### Посольство Нової Зеландії, Берлін
Посольство Нової Зеландії в Берліні — дипломатичне представництво Нової Зеландії у Федеративній Республіці Німеччина. Будівлю, в якій розташоване посольство, на четвертому поверсі можна знайти за адресою Friedrichstrasse 60 (назва будівлі — «атріум») на розі Leipziger Strasse. Поточним послом є Крейг Хоук.
Посольство пропонує консульські послуги для новозеландців у Німеччині, Швейцарії, Ліхтенштейні та Чехії, а також є контактним пунктом для громадян цих країн у питаннях посольства.